# Kepler-444b
Kepler-444b é um exoplaneta que forma parte de um sistema planetário formado por pelo menos cinco planetas. Orbita a estrela denominada Kepler-444. Foi descoberto em no ano 2015 pela sonda Kepler por médio de trânsito astronômico.